# Allagi
Allagi é uma aldeia grega localizada na prefeitura de Messénia, localizada nas coordenadas 37° 14' 26" N 22° 0' 51" E.  
Allagi vem do grego (αλλαγή, transformar). 